# Caesar (serie de jocuri)
Caesar este o serie de 4 jocuri video de construit orașe în Roma antică dezvoltate de Impressions Games (primele trei) și Tilted Mill Entertainment (al patrulea) care au fost distribuite de Sierra Entertainment. Este parte a seriei extinse City Building Series publicate de Sierra.

## Caesar I
A fost lansat în 1992 pentru Amiga și apoi în anul următor pentru Atari ST, PC și Macintosh, jocul fiind similar cu SimCity. Pe lângă similaritățile privind grafica și interfața jocului, conține de asemenea probleme legate de micromanagement, inclusiv cerințe complicate de planificare a orașului cum ar fi construirea numărului corect de școli, teatre, biblioteci, băi și calcularea distanței corecte față de locuințe. 

## Caesar II
A fost lansat la 4 septembrie 1995. 
Jocul începe în momentul în care Imperiul Roman se extinde mai departe de Peninsula Italiană. Jucătorii au posibilitatea de a civiliza provinciile barbare adiacente, în cele din urmă având posibilitatea de a se extinde la dimensiunile maxime ale Imperiului Roman.

## Caesar III
Caesar III a fost lansat în octombrie 1998. Orașele din Caesar III încearcă să reflecte cu acuratețe viață cotidiană a cetățenilor romani - plebea săracă locuiește în corturi și barăci, în timp ce cei mai bogați patricieni locuiesc în vile somptuoase. Alimente de bază includ grâul, fructe, legume, carne de porc, de asemenea vinul este necesar pentru unele festivaluri și în dezvoltarea caselor. Cetățenii se plimbă pe străzi, în veșminte diferite și-și pot spune numele lor jucătorului precum și sentimentele lor legate de dezvoltarea orașului.

## Caesar IV
A fost lansat în 2006. Jocul dispune de un motor de joc tridimensional și modelator de comportamente individuale a personajelor din joc.

## Vezi și
- Listă de jocuri video despre Roma antică
- CivCity: Rome
- Civilization (serie de jocuri)